# Svenja Würth
Svenja Würth (* 20. August 1993) ist eine ehemalige deutsche nordische Kombiniererin, die zuvor als Skispringerin aktiv war. Ihr größter Erfolg war der Gewinn des Weltmeistertitels im Mixed-Team bei den Nordischen Skiweltmeisterschaften 2017 in Lahti.

## Werdegang

### Skispringen
Svenja Würth war von der Saison 2004/05 bis zur Saison 2007/08 im Deutschen Schülercup, wo sie in der Saison 2005/06 die Gesamtwertung gewonnen hat. Am 6. August 2006 gab sie im sächsischen Klingenthal ihr Debüt im Continental-Cup und erreichte den 25. Platz. Im weiteren Saisonverlauf sprang sie in Rastbüchl und Baiersbronn und verpasste mit den Plätzen 42. und 39. jeweils den zweiten Durchgang. In der Gesamtwertung kam sie auf den 61. Platz. Bei den Deutschen Schülermeisterschaften in Oberwiesenthal gewann sie die Silbermedaille. In der Continental-Cup-Saison 2007/08 war ihr bestes Ergebnis Platz 20 in Bischofsgrün, in der Gesamtwertung erreichte sie den 54. Platz. Bei den Nordischen Skispielen der OPA 2008 in Bois-d’Amont wurde Siebente und bei den Deutschen Meisterschaften 2008 in Oberhof gewann sie mit Carina Vogt als Baden-Württemberg II die Silbermedaille. Die Continental-Cup-Saison 2008/09 verlief durchwachsen. Bei ihrem Heimspringen in Baiersbronn sprang sie beim zweiten Springen auf den sechsten Platz. In der Gesamtwertung landete sie auf dem 32. Platz. Am 12. und 13. Dezember 2008 gewann sie im Deutschlandpokal in Rastbüchl die zwei Einzelspringen. Bei den Nordischen Skispielen der OPA 2009 in Baiersbronn wurde sie Fünfte. Auch die Continental-Cup-Saison 2010/11 verlief, wie die vorige Saison, durchwachsen. Sie sprang in jedem Springen in die Punkte außer in Schonach, dort verpasste sie ganz knapp mit Platz 31 den zweiten Durchgang. In der Gesamtwertung kam sie auf den 41. Platz. Bei den Nordischen Junioren-Skiweltmeisterschaften 2011 in Otepää erreichte sie den 14. Platz. In der Continental-Cup-Saison 2011/12 sprang sie in Bischofsgrün, Oberwiesenthal und zu Beginn des Winters in Notodden. In der Gesamtwertung landete sie auf dem 45. Platz. Am 7. Januar 2012 gab sie ihr Debüt im Weltcup in Hinterzarten und kam auf den fünften Platz. In der Weltcup-Gesamtwertung erreichte sie den 15. Platz. Bei den Nordischen Junioren-Skiweltmeisterschaften 2012 in Erzurum sprang sie im Einzel auf den 23. Platz und im Team mit Ramona Straub, Katharina Althaus und Carina Vogt gewann sie die Silbermedaille.

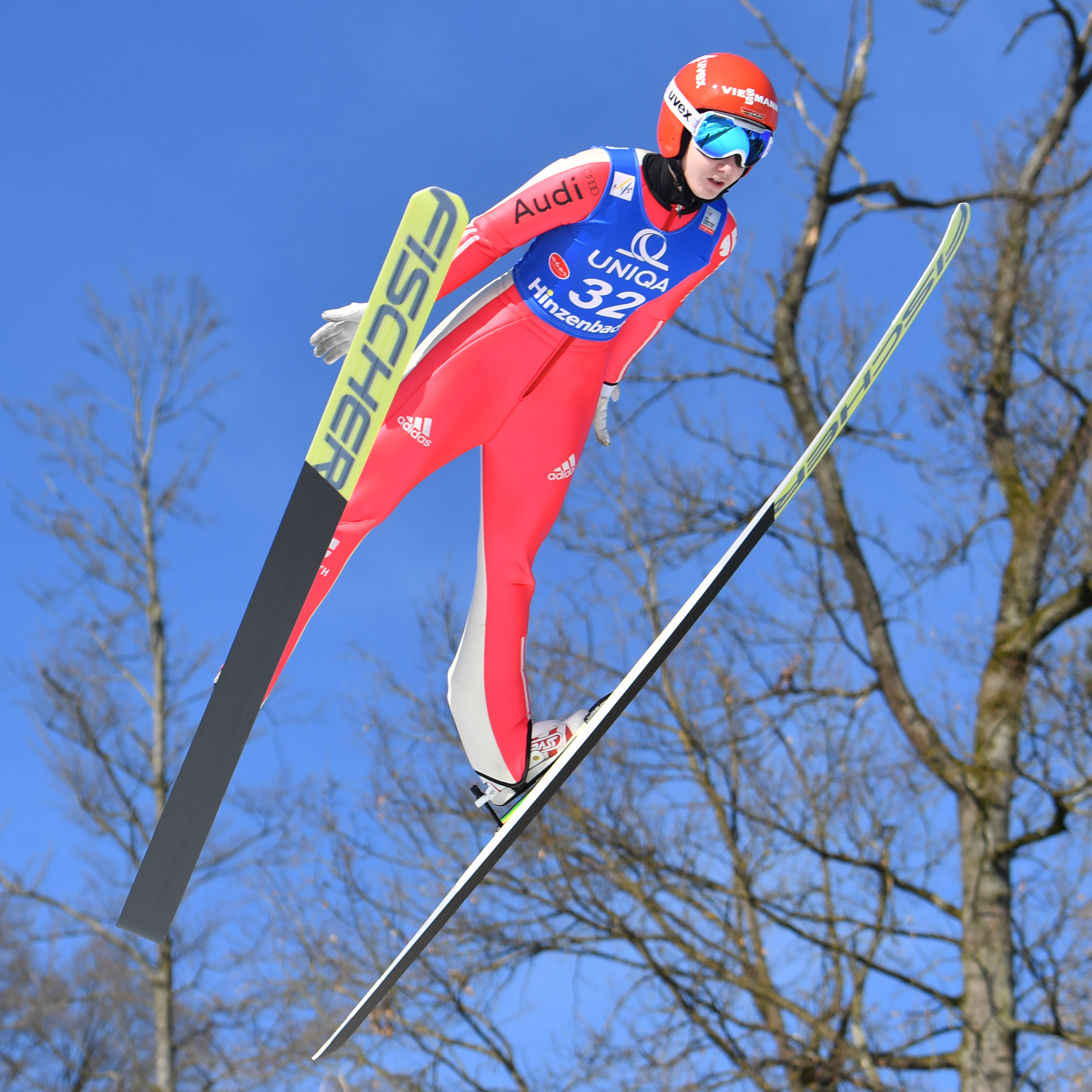
Svenja Würth im Flug

Zu Beginn der Alpencup-Saison 2012/13 gewann sie in Pöhla den zweiten Platz, im weiteren Verlauf in Bischofsgrün die Plätze vier und acht und in der Alpencup-Gesamtwertung wurde sie 20. Im Sommer-Grand-Prix 2012 erreichte sie in Almaty in beiden Springen die Plätze zehn. In Sommer-Grand Prix-Gesamtwertung kam Würth auf den 16. Platz. Im Sommer 2012 wurde Würth bei den Deutschen Meisterschaften in Hinterzarten deutsche Meisterin. Zu Beginn der Weltcupsaison 2012/13 erreichte sie Ergebnisse im Mittelfeld. In Schonach wurde sie 29 und 31. In der Weltcupgesamtwertung wurde sie 32. Bei ihren dritten und letzten Nordischen Junioren-Skiweltmeisterschaften 2013 in Liberec sprang sie auf den 18. Platz und im Team mit Ramona Straub, Katharina Althaus und Pauline Heßler gewann sie Bronzemedaille und bei den Nordischen Skiweltmeisterschaften 2013 im Val di Fiemme kam sie auf dem 21. Platz. Gleich zu Beginn der FIS-Cup-Saison 2013/14 sprang Würth in Villach beide Springen auf den sensationellen fünften Platz und landete in der FIS-Cup-Gesamtwertung auf den 21. Platz. Zwei Wochen später startete sie beim Sommer-Grand-Prix 2013 in Hinterzarten. Dort wurde sie im Einzel Siebente und im Mixed-Team Dritte. Im weiteren Verlauf des Sommer-Grand-Prix gewann Würth im Mixed-Team in Courchevel und konnte nur im Einzel in Almaty einen guten neunten Platz herausspringen. Bei den Deutschen Meisterschaften 2013 sprang sie in Oberstdorf in der Kategorie Damen auf den vorletzten 15. Platz. In der Weltcupsaison 2013/14 sprang sie nur in Lillehammer und in Hinterzarten. Sie wurde in der Gesamtwertung 44. Zu Beginn der FIS-Cup sprang sie in Hinterzarten auf Platz vier und gewann das zweite Springen. Bei den Deutschen Meisterschaft 2014 in Hinterzarten verpasste sie mit Platz vier die Medaillenränge ganz knapp. In der Weltcupsaison 2014/15 landete sie fast in jedem Springen auf den hinteren Plätzen. Beim Finale im FIS-Cup in Hinterzarten konnte sie die beiden Springen gewinnen. Zum Abschluss der Saison gewann sie dreimal hintereinander im Deutschlandpokal. Bei den Deutschen Juniorenmeisterschaft 2015 gewann sie die Silbermedaille. In Oberstdorf erreicht sie bei den Deutschen Meisterschaften 2015 den sechsten Rang. Beim Sommer-Grand-Prix 2015 in Courchevel kam sie auf den 24. Platz und in der Weltcupsaison 2015/16 konnte sie keine guten Ergebnisse abliefern. Ihr bestes Ergebnis war ein 21. Platz beim ersten Springen in Almaty. In der Gesamtwertung kam sie auf den 33. Platz.
Die FIS-Cup Saison 2016/17 begann sie in Villach mit den Plätzen 28 und vier und in Hinterzarten die Plätze vier und drei sehr gut. In der Weltcup-Saison 2016/17 konnte sie sich permanent in den Top 10 platzieren und wurde erneut für die Nordische Ski-WM 2017 in Lahti ins Team nominiert. Hier erreichte sie im Einzel von der Normalschanze einen sechsten Platz und wurde für das Mixed-Teamspringen nominiert. Bei diesem gewann sie zusammen mit Carina Vogt, Andreas Wellinger und Markus Eisenbichler die WM-Goldmedaille. Bei den Deutschen Meisterschaften 2017 in Oberstdorf gewann sie in der Kategorie Damen II die Silbermedaille. In der Weltcup-Saison 2017/18 stürzte Würth beim ersten Teamwettkampf der Weltcup-Geschichte in Hinterzarten schwer und wurde in ein Krankenhaus gebracht. Sie verlor im ersten Durchgang bei der Landung die Kontrolle und kollidierte mit der Bande. Die dabei erlittene Verletzung erwies sich als Kreuzbandriss und verwehrte Würth die Teilnahme an den Olympischen Spielen.

### Nordische Kombination

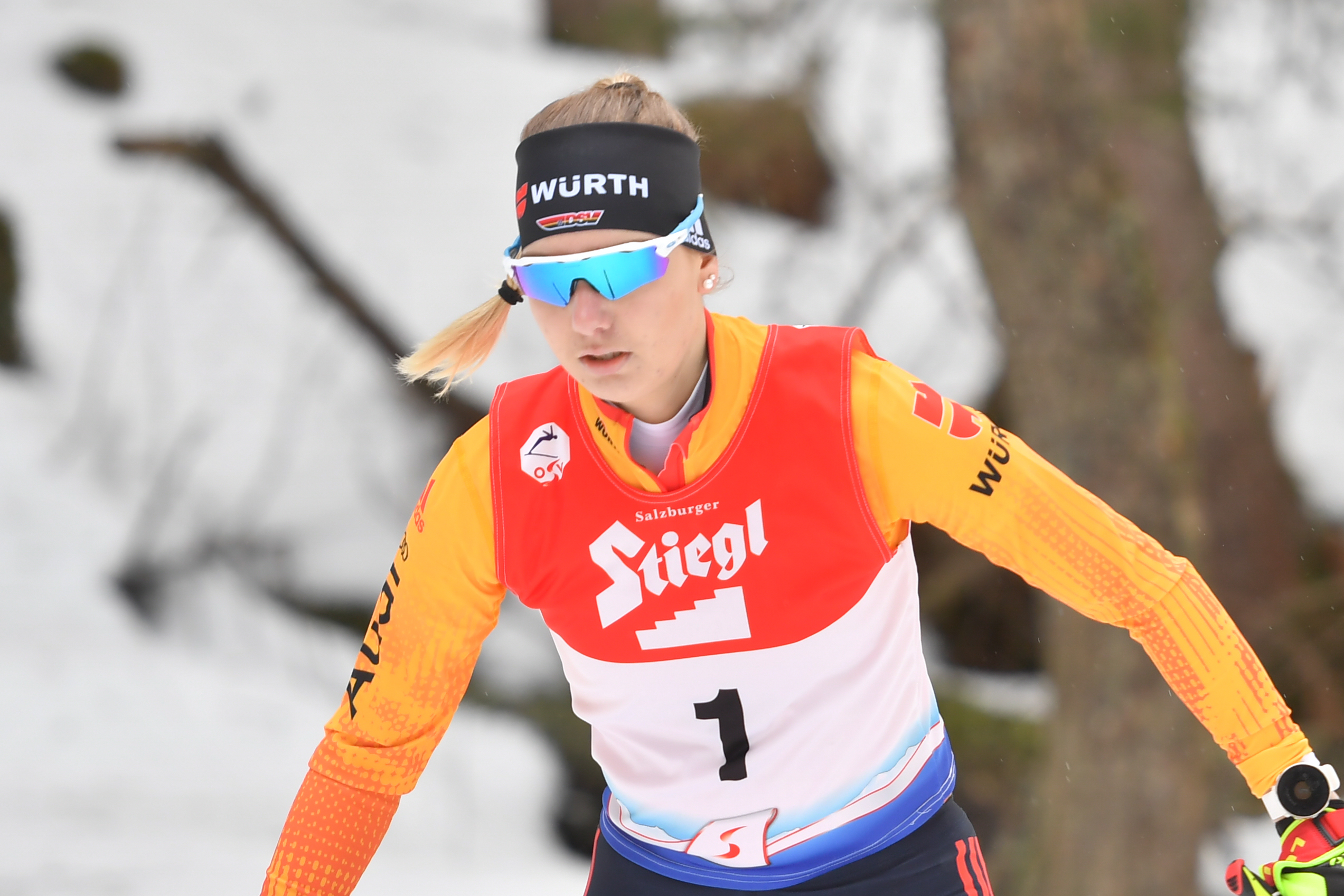
Würth beim COC 2020 in Eisenerz

Am 23. Februar 2020 debütierte Würth in Eisenerz im Continental Cup der Nordischen Kombination, beendete aber trotz der besten Sprungleistung das Langlaufrennen nicht. Zwei Monate später gab sie ihren Wechsel zur Nordischen Kombination bekannt und wurde direkt in den Nationalkader des DSV und die Lehrgangsgruppe 1 nominiert. Bei den ersten deutschen Meisterschaften in der Nordischen Kombination im Oktober 2020 in Oberstdorf gewann sie die Bronzemedaille. Dabei war Würth nach dem Sprungdurchgang deutlich in Führung gelegen, verpasste allerdings aufgrund einer im Vergleich schwachen Laufleistung den Meistertitel. Am 18. Dezember 2020 nahm Würth am historisch ersten Weltcup-Wettbewerb in Ramsau am Dachstein teil und belegte den 24. Platz. Sie ging als Elfte mit einer Minute Rückstand auf die Führende Gyda Westvold Hansen auf die Loipe, verlor allerdings mit der zweitschwächsten Laufzeit des Teilnehmerinnenfeldes einige Positionen. Im Continental Cup 2020/21 erreichte Würth als Achte im Massenstart in Nischni Tagil erstmals die besten Zehn und belegte schließlich in der Gesamtwertung den 15. Platz. Beim Saisonhöhepunkt, den Nordischen Skiweltmeisterschaften 2021 in Oberstdorf, belegte Würth nach der drittbesten Sprungleistung mit einem Rückstand von rund zweieinhalb Minuten auf die Siegerin den 17. Platz.
Nach der Saison 24/25 beendete sie ihre Karriere.

## Privates
Würth lebt in Rosenheim.

## Erfolge

### Nordische Skiweltmeisterschaften
- Val di Fiemme 2013: 21. Einzel
- Lahti 2017: 1. Mixed-Mannschaft, 6. Einzel

### Juniorenweltmeisterschaften
- Otepää 2011: 14. Einzel
- Erzurum 2012: 23. Einzel, 2. Team
- Liberec 2013: 18. Einzel, 3. Team

### Grand-Prix-Siege im Team
| Nr. | Datum           | Ort        | Typ         |
| --- | --------------- | ---------- | ----------- |
| 1.  | 14. August 2013 | Courchevel | Großschanze |

### Siege im Deutschlandpokal
| Nr. | Datum             | Ort           | Typ           |
| --- | ----------------- | ------------- | ------------- |
| 1.  | 12. Dezember 2008 | Rastbüchl     | Normalschanze |
| 2.  | 13. Dezember 2008 | Rastbüchl     | Normalschanze |
| 3.  | 16. Januar 2010   | Schonach      | Normalschanze |
| 4.  | 17. Januar 2010   | Schonach      | Normalschanze |
| 5.  | 1. März 2015      | Lauscha       | Normalschanze |
| 6.  | 19. März 2015     | Oberstdorf    | Normalschanze |
| 7.  | 20. März 2015     | Oberstdorf    | Normalschanze |
| 8.  | 3. September 2016 | Berchtesgaden | Normalschanze |
| 9.  | 4. September 2016 | Berchtesgaden | Normalschanze |

### Deutsche Meisterschaften
| Deutsche Schülermeisterschaften | Deutsche Schülermeisterschaften | Deutsche Schülermeisterschaften | Deutsche Schülermeisterschaften |
| ------------------------------- | ------------------------------- | ------------------------------- | ------------------------------- |
| Bronze                          | 2007 Oberwiesenthal             | Silber im Einzel                |                                 |

| Deutsche Juniorenmeisterschaft | Deutsche Juniorenmeisterschaft | Deutsche Juniorenmeisterschaft | Deutsche Juniorenmeisterschaft |
| ------------------------------ | ------------------------------ | ------------------------------ | ------------------------------ |
| Silber                         | 2015 Lauscha                   | Silber im Einzel               |                                |

| Deutsche Meisterschaften | Deutsche Meisterschaften | Deutsche Meisterschaften       | Deutsche Meisterschaften |
| ------------------------ | ------------------------ | ------------------------------ | ------------------------ |
| Silber                   | 2008 Oberhof             | Silber im Team mit Carina Vogt |                          |
| Gold                     | 2012 Hinterzarten        | Gold im Einzel                 |                          |
| Silber                   | 2017 Oberstdorf          | Silber im Einzel (Damen II)    |                          |

## Statistik

### Skispringen

#### Weltcup-Platzierungen
| Saison  | Platz | Punkte |
| ------- | ----- | ------ |
| 2011/12 | 15.   | 191    |
| 2012/13 | 32.   | 078    |
| 2013/14 | 44.   | 035    |
| 2014/15 | 35.   | 039    |
| 2015/16 | 33.   | 043    |
| 2016/17 | 10.   | 497    |
| 2017/18 | 24.   | 121    |
| 2018/19 | 34.   | 087    |
| 2019/20 | 24.   | 115    |

#### Grand-Prix-Platzierungen
| Saison | Platz | Punkte |
| ------ | ----- | ------ |
| 2012   | 16.   | 061    |
| 2013   | 12.   | 127    |
| 2015   | 39.   | 007    |
| 2016   | 18.   | 044    |
| 2017   | 22.   | 040    |

#### Continental-Cup-Platzierungen
| Saison  | Sommer | Sommer | Winter | Winter | Gesamt | Gesamt |
| Saison  | Platz  | Punkte | Platz  | Punkte | Platz  | Punkte |
| ------- | ------ | ------ | ------ | ------ | ------ | ------ |
| 2006/07 | –      | –      | –      | –      | 61.    | 006    |
| 2007/08 | –      | –      | –      | –      | 54.    | 021    |
| 2008/09 | –      | –      | –      | –      | 32.    | 100    |
| 2009/10 | –      | –      | –      | –      | 37.    | 063    |
| 2010/11 | –      | –      | –      | –      | 41.    | 071    |
| 2011/12 | –      | –      | –      | –      | 45.    | 025    |
| 2015/16 | 17.    | 57     | –      | –      | 24.    | 057    |

### Nordische Kombination

#### Weltcup-Platzierungen
| Saison  | Platz | Punkte |
| ------- | ----- | ------ |
| 2020/21 | 24.   | 007    |
| 2021/22 | 27.   | 040    |
| 2022/23 | 14.   | 188    |

#### Grand-Prix-Platzierungen
| Saison | Platz | Punkte |
| ------ | ----- | ------ |
| 2023   | 05.   | 190    |

#### Continental-Cup-Platzierungen
| Saison  | Platz | Punkte |
| ------- | ----- | ------ |
| 2020/21 | 15.   | 105    |
| 2021/22 | 19.   | 050    |
| 2022/23 | 17.   | 100    |